# 让德兰库尔
让德兰库尔（法語：Jeandelaincourt，法語發音：[ʒɑ̃dlɛ̃kuʁ]）是法国默尔特-摩泽尔省的一个市镇，属于南锡区。

## 地理
让德兰库尔（48°50'35"N, 6°14'32"E）面积4.47 平方千米，位于法国大東部大區默尔特-摩泽尔省，该省份为法国东北部内陆省份，是洛林的一部分，北邻比利时、卢森堡，北起顺时针与摩泽尔省、下莱茵省、孚日省和默兹省接壤。
与让德兰库尔接壤的市镇（或旧市镇、城区）包括：阿尔赖埃和昂、贝洛、舍尼库尔、莱特里库尔、穆瓦夫龙、诺姆尼、锡夫里。

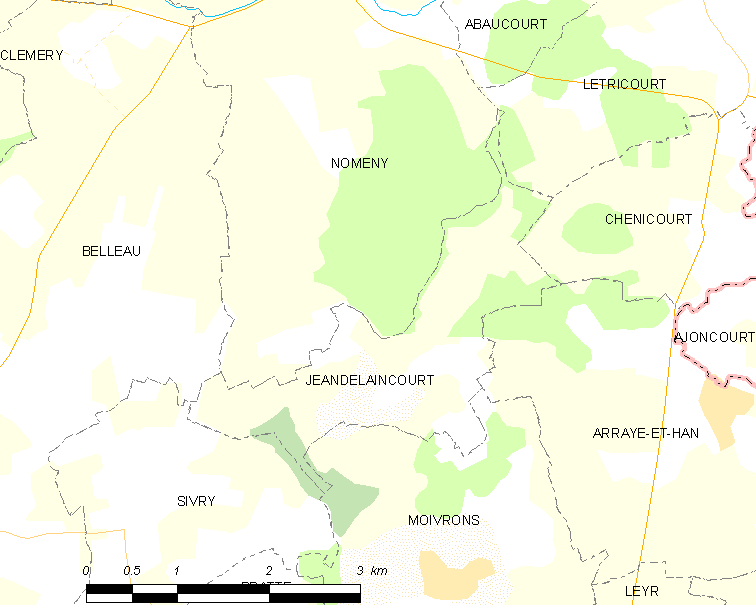
让德兰库尔的OSM定位图

让德兰库尔的时区为UTC+01:00、UTC+02:00（夏令时）。

## 行政
让德兰库尔的邮政编码为54114，INSEE市镇编码为54276。

## 政治
让德兰库尔所属的省级选区为塞耶-默尔特河间县。

## 人口

1962-2008年间让德兰库尔人口变化图示

让德兰库尔于2022年1月1日时的人口数量为788人。